# Kana Cone
Kana Cone är ett berg i Kanada.   Det ligger i provinsen British Columbia, i den centrala delen av landet, 3 900 km väster om huvudstaden Ottawa. Toppen på Kana Cone är 1 326 meter över havet, eller 20 meter över den omgivande terrängen. Bredden vid basen är 0,41 km. Kana Cone ingår i Spectrum Range.
Terrängen runt Kana Cone är kuperad åt sydväst, men åt nordost är den bergig.Trakten runt Kana Cone är nära nog obefolkad, med mindre än två invånare per kvadratkilometer.. Det finns inga samhällen i närheten.
I omgivningarna runt Kana Cone växer i huvudsak barrskog.